# Абрамова, Нелли Михайловна
Не́лли Миха́йловна Абра́мова (род. 18 августа 1940, Челябинск) — советская волейболистка, игрок сборной СССР (1964—1967). Серебряный призёр Олимпийских игр 1964, чемпионка Европы 1967. Связующая. Мастер спорта СССР международного класса (1971).
Начала заниматься волейболом в Челябинске. Выступала за команды:
- 1956—1962 — «Труд» (Челябинск),
- 1962—1966 — «Спартак» (Иркутск),
- 1966—1975 — «Буревестник» (Одесса).

Серебряный (1968) и бронзовый (1971) призёр чемпионатов СССР, победитель Кубка СССР 1974. Двукратный бронзовый призёр Спартакиад народов СССР (в 1963 в составе сборной РСФСР, в 1971 в составе сборной Украины) (в 1963 одновременно бронзовый призёр чемпионата СССР).
В национальной сборной СССР в официальных соревнованиях выступала в 1964—1967 годах. В её составе: серебряный призёр Олимпийских игр 1964, чемпионка Европы 1967.